# Wachlarze japońskie

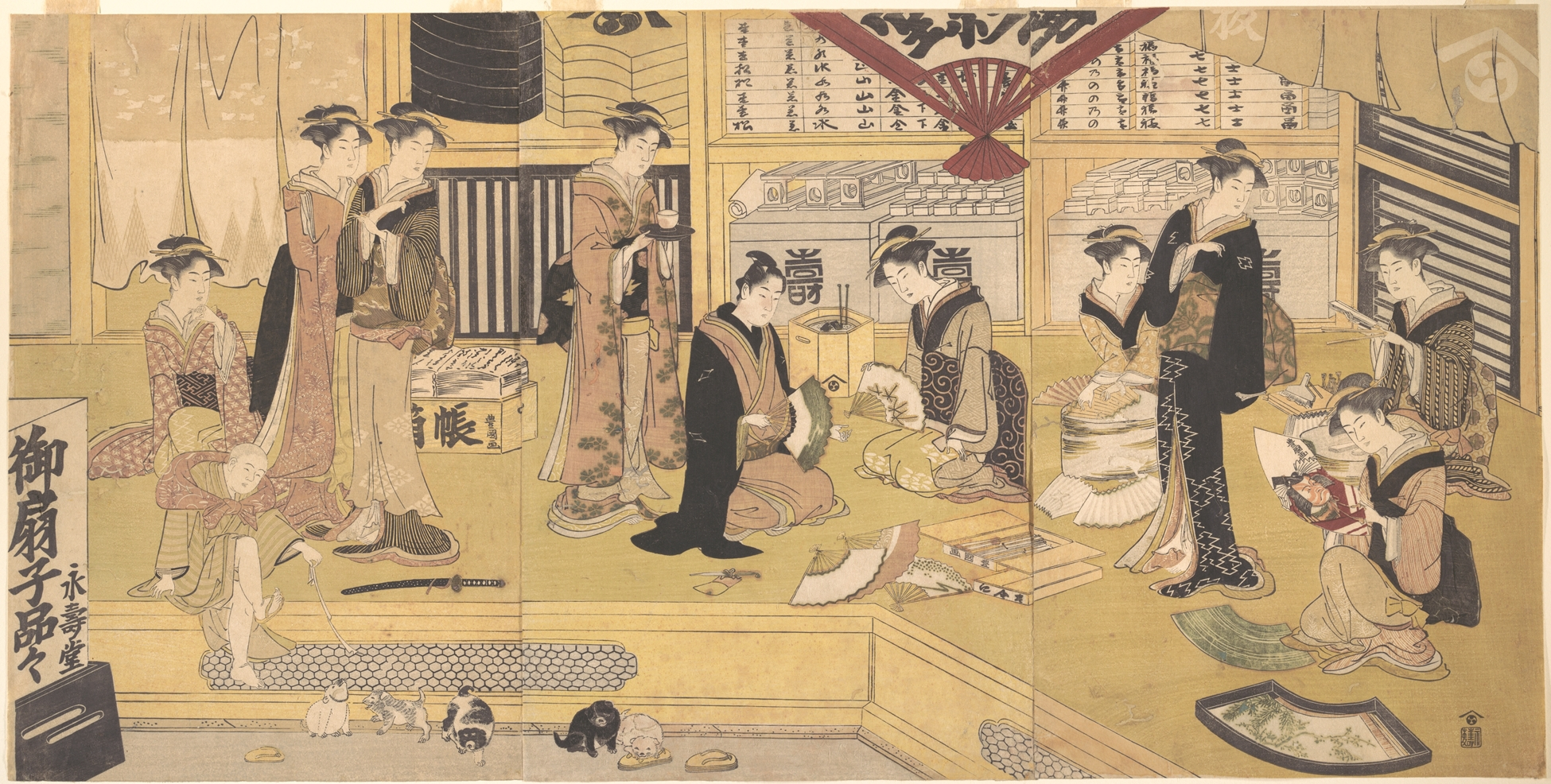
Toyokuni Utagawa (1769–1825), Sklep z wachlarzami

W Japonii istnieje wiele rodzajów wachlarzy, mających niekiedy zastosowania artystyczne, ceremonialne, czy nawet bojowe.

## Wachlarze japońskie

### Historia
Najstarsze ślady wizualne, przedstawiające wachlarze, odkryto w japońskich grobowcach z VI wieku n.e. Uważa się, że składany wachlarz ręczny został wynaleziony w Japonii pomiędzy VI a IX wiekiem. Pierwsze z nich nazywano akome-ōgi, od strojów akome noszonych przez ówczesne damy dworu.
Wachlarze ręczne były pierwotnie używane przez samurajów i arystokratów nie do chłodzenia, ale jako forma materiału do pisania w celu przekazywania wiadomości, symbol statusu, a nawet jako broń.
W jednej z oficjalnych dwudziestu czterech historii Chin, która opowiada dzieje dynastii Song (960–1279), wymieniony jest japoński mnich o imieniu Chōnen, który w 988 roku podarował cesarzowi Chin składane wachlarze z drewna (hi-ōgi) i papieru (kawahori-ōgi).
W XI wieku wysłannicy koreańscy przywieźli na chiński dwór koreańskie wachlarze składane, o których było wiadomo, że były japońskiego pochodzenia. 
W okresie Heian (794–1185) składane wachlarze stały się tak popularne, że uchwalono przepisy dotyczące ich ozdabiania i określające liczbę drewnianych płytek, w zależności od statusu społecznego właściciela.
W XV wieku Japonia stała się znana z jakości i pięknego zdobienia wachlarzy. Zaczęła je eksportować do Chin, skąd Jedwabnym Szlakiem dotarły do Europy, gdzie były pożądane jako dzieła sztuki dekoracyjnej. 
W XVIII i XIX wieku wśród europejskich kobiet powstała moda noszenia wachlarzy jako części codziennego zestawu.

### Rodzaje wachlarzy japońskich
Rodzaje wachlarzy:
- hokisen (蒲葵扇) → wachlarz używany w głębokiej starożytności, wykonany ze splecionych liści liwistony chińskiej (Livistona chinensis);
- akome-ōgi (衵扇) → formalny wachlarz składany, wykonany z drewna hinoki, używany w dalekiej przeszłości przez damy dworu do akome (衵), warstwy odzieży noszonej na bieliznę, ale pod warstwą wierzchnią (arch.)[1];
- hi-ōgi (檜扇) → wachlarz, który narodził się prawdopodobnie jako pierwszy, zrobiony z cienkich drewnianych płytek związanych nitką lub tasiemką, co umożliwiło jego otwieranie i zamykanie; wykorzystywane jest drewno m.in. cyprysu japońskiego hinoki (Cyprysik tępołuskowy, Chamaecyparis obtusa); składany wachlarz papierowy wynaleziono w późniejszym okresie;
- kawahori-ōgi (蝙蝠扇) → składany wachlarz z papieru; od kawahori, kōmori (蝙蝠) → nietoperz[2]; według legendy, podczas upalnej nocy do domu pewnego rzemieślnika, wleciał nietoperz, który wystraszył jego żonę. Człowiek ten odtworzył konstrukcję skrzydeł i ich składania, co doprowadziło go do wytworzenia składanego wachlarza ręcznego. Nie wiadomo, czy opowieść ta jest prawdziwa, ale najstarsze japońskie wachlarze składane mają w nazwie słowo „nietoperz”;
- uchiwa (団扇) → wachlarz sztywny, okrągły, nieskładany, zw. także liściastym; uważa się, że dotarł do Japonii z Chin w okresie Nara (710–794); współcześnie służy również jako kartka pocztowa i ulotka, folder reklamowy; stał się też symbolem japońskiego lata, noszony w ręku w czasie letnich festiwali lub wetknięty z tyłu za pas lekkiej yukaty[3][4];
- sensu (扇子)  → wachlarz składany o różnych formach i znaczeniu, służący nie tylko do chłodzenia, ale także jako uzupełnienie formalnego kimona (dot. kobiet i mężczyzn), przy różnych ceremoniach i uroczystościach, czy formach sztuki; jest wykorzystywany także jako rekwizyt przez zawodowych gawędziarzy rakugo-ka, którzy w swoich komicznych, satyrycznych opowieściach wspierają się nim dla wzmocnienia efektu wypowiadanych słów[2];
- mai-ōgi (舞扇) → wachlarz używany przez tancerzy, służący do tańca[4];
- suehiro (末広), suehirogari (末広がり) → wachlarz składany, także ceremonialny[2][4];
- chūkei (中啓) → składany wachlarz ceremonialny, górne końce żeber są odchylone na zewnątrz, tak że wachlarz jest do połowy otwarty nawet po złożeniu, rodzaj ōgi[4];
- gunbai-uchiwa (軍配団扇) → dawniej wachlarz bojowy o różnym znaczeniu, wachlarz dowódcy wojskowego, obecnie atrybut sędziów (gyōji) walk sumō[2];
- tessen (鉄扇) → wachlarz z żelaznymi wzmocnieniami, wykonany z metalu, używany do walki[2].

## Galeria

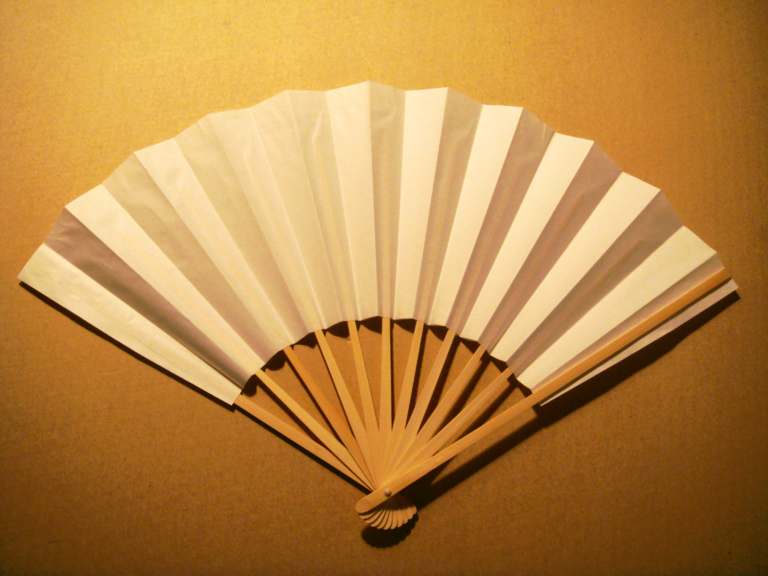
Sensu
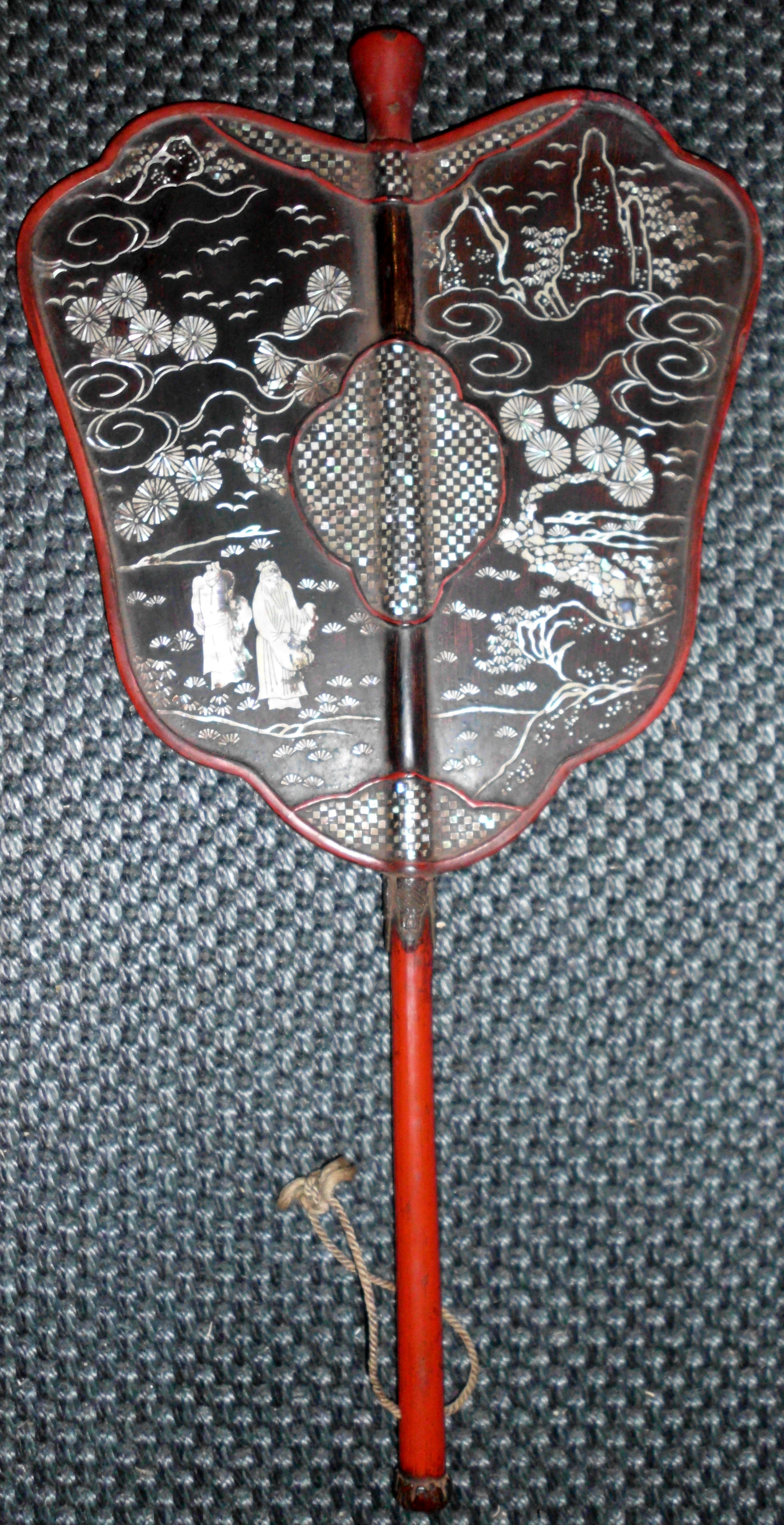
Gunbai-uchiwa
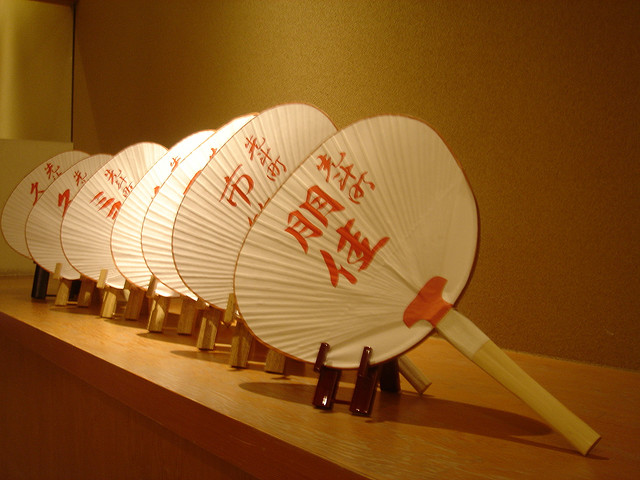
Uchiwa z imionami maiko
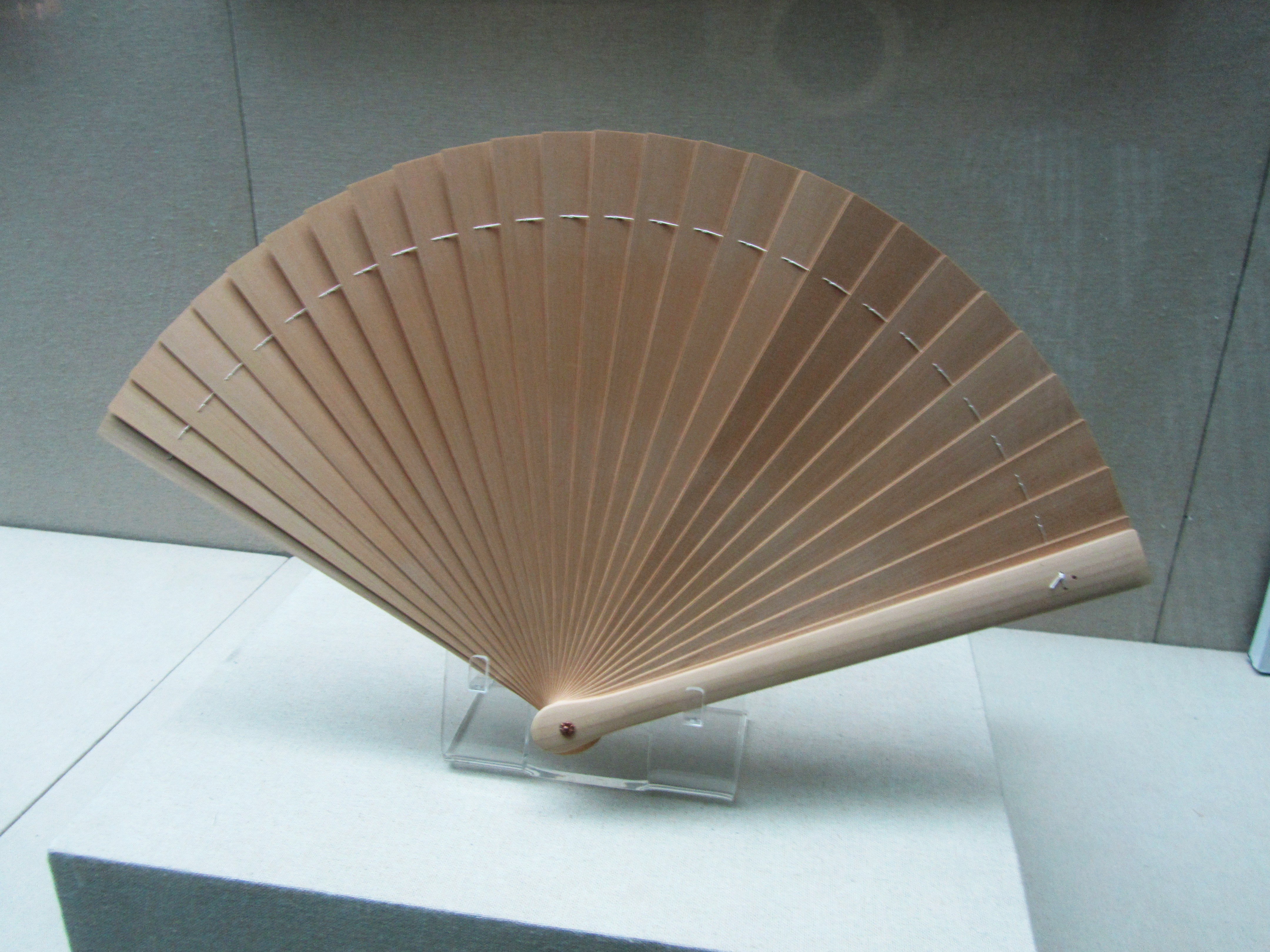
Hi-ōgi
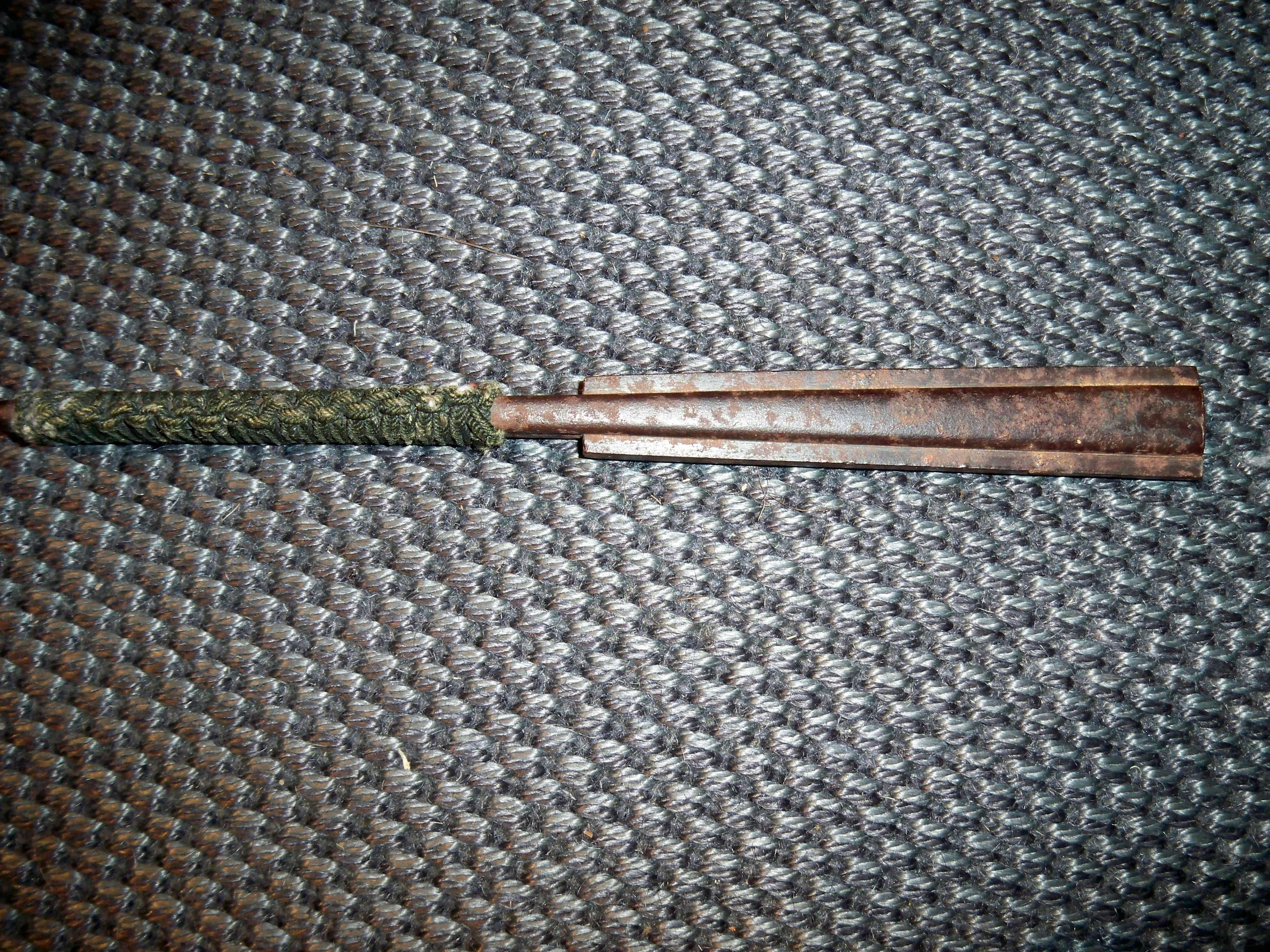
Tessen
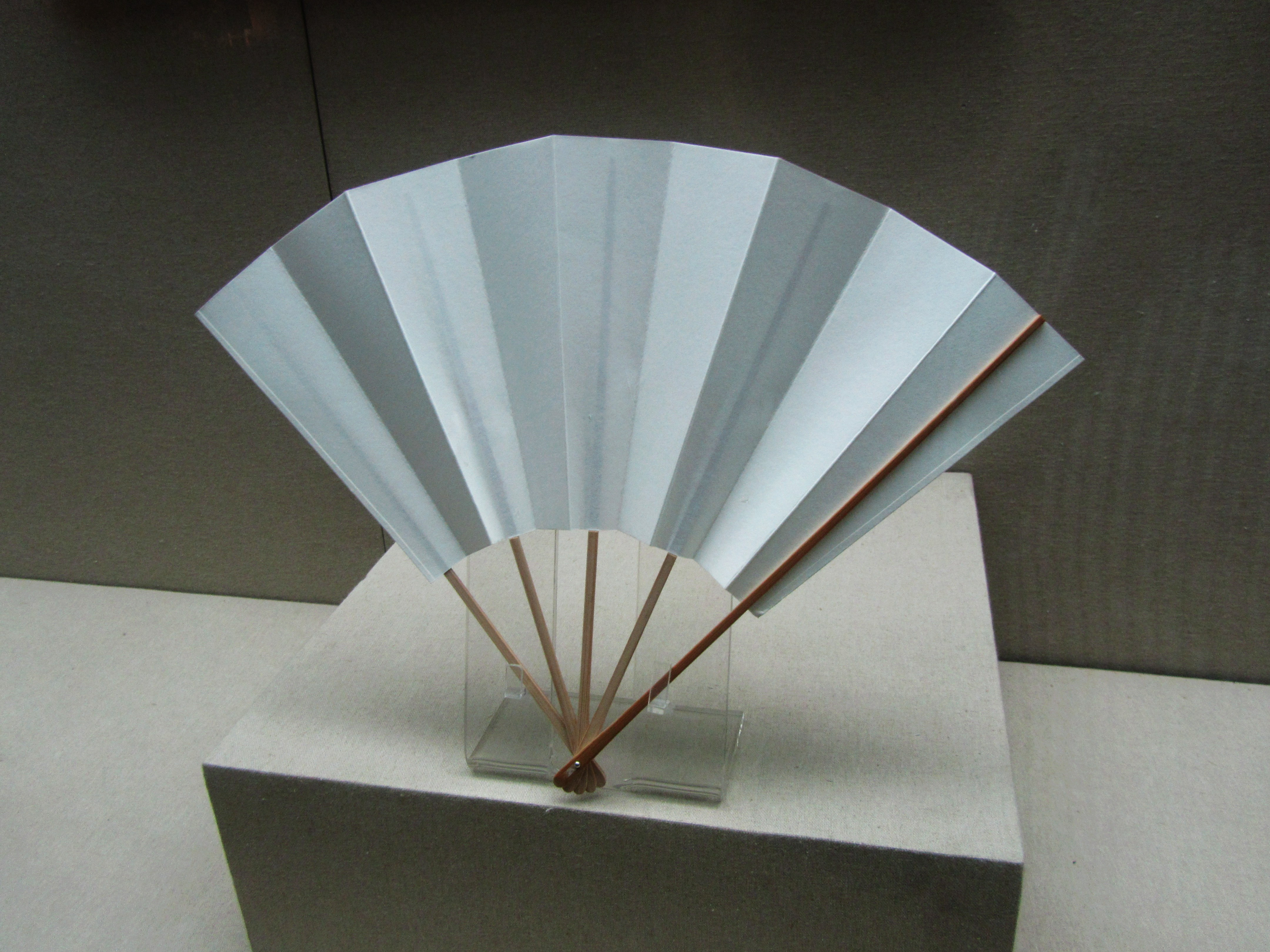
Kawahori-ōgi

## Rzucanie wachlarzem w „motyla”
Tōsenkyō (投扇興) → gra spopularyzowana w połowie okresu Edo (1603–1868), polegająca na rzucaniu wachlarzem w zabawkę nazywaną, ze względu na swój kształt, „motylem”, ustawionym na drewnianej podstawie/stojaku. W zależności od położenia wachlarza, zabawki i stojaka po próbie strącenia „motyla” przyznawane są punkty. System ich liczenia różni się w zależności od regionu kraju. Każdy uzyskany układ tych trzech przedmiotów – determinowany i odpowiednio punktowany przez sędziego (gyōji) – ma swoją nazwę pochodzącą głównie od tytułu rozdziału z klasycznego dzieła literatury japońskiej, pochodzącego z okresu Heian (794–1185), pt. Genji monogatari autorstwa damy dworu Murasaki Shikibu lub w oparciu o Ogura hyakunin-isshu („Zbiór z Ogura – po jednym wierszu od stu poetów”).

### Przybory do grytōsenkyō

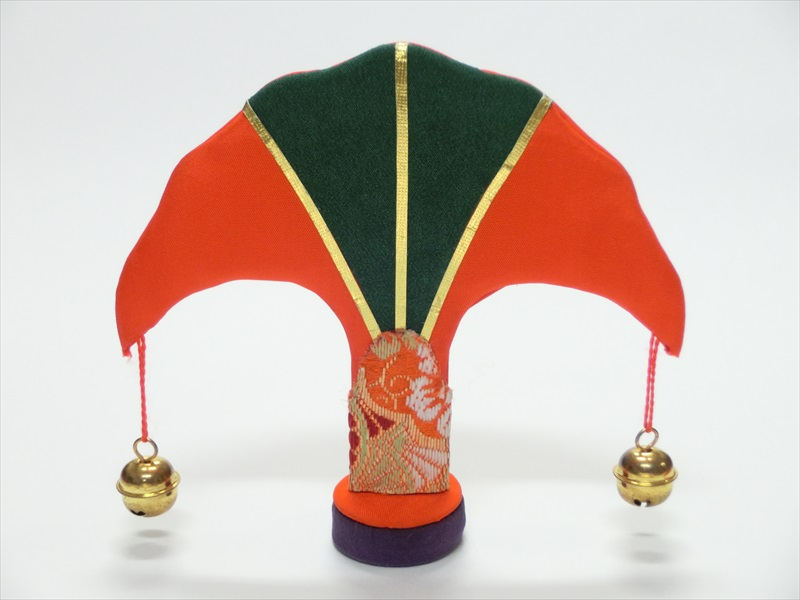
„Motyl” (chō)
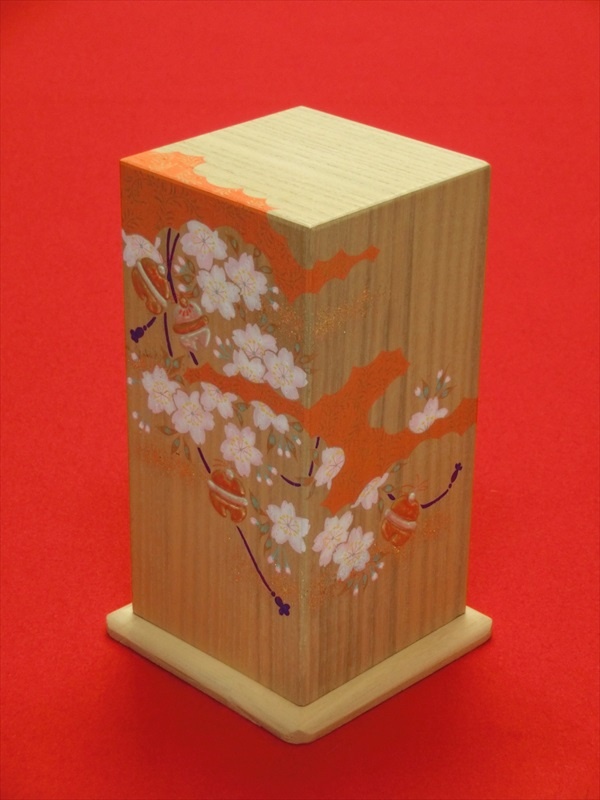
Stojak (makura) dla „motyla”
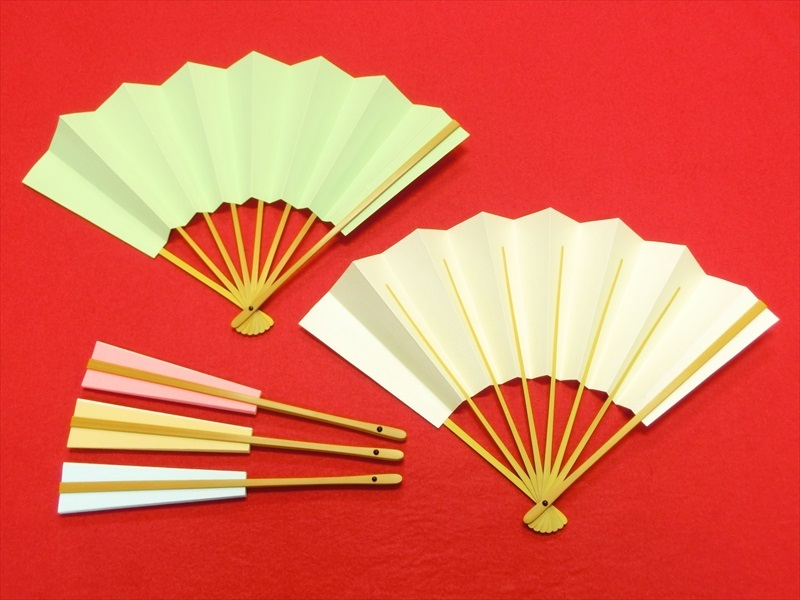
Wachlarze (ōgi) do rzucania
Postawa gracza przed rzuceniem wachlarza

W zabawie/zawodach spotykają się dwaj uczestnicy siedzący naprzeciw siebie w pozycji seiza na zabutonach. Każdy z nich w odległości 1,62 m od stojaczka z „motylem”. Rzucają na przemian po pięć wachlarzy, następnie zamieniają się miejscami i wykonują kolejne pięć rzutów – w sumie dziesięć.